# Новый проезд
Но́вый прое́зд — проезд в Восточном административном округе, на территории района Преображенское, Москва.

## Расположение
Расположен между улицей Преображенский Вал и улицей Девятая Рота. Отходит на запад, затем под прямым углом поворачивает на север у здания бывшего ведомственного детского сада объединения «МЭЛЗ» (ул. Девятая Рота, 4а), после чего через 50 метров поворачивает налево и через следующие 50 метров выходит на улицу Девятая Рота. Проезд на начальном участке параллелен расположенному севернее Ковылинскому переулку, а также безымянному проезду, расположенному южнее. Фактически является внутриквартальным проездом с малоинтенсивным движением транспорта. Название присвоено в 1996 году, до этого он не существовал как проезд.

Проезд, расположенный южнее Нового проезда, — который проходит параллельно как Новому проезду, так и Ковылинскому переулку, на некоторых картах ошибочно подписан как «Новый проезд». Также неверно назвать этот проезд Хапиловским, как это сделано на «Яндекс. Картах», так как Хапиловский проезд проходит в другом месте, на пару километров восточнее. Данная статья описывает её предмет правильно:
Новый проезд (3.27) (фиксация по правой стороне вдоль дома 24, корпуса 3 по улице Преображенский Вал; дома 24, корпуса 5 по улице Преображенский Вал); Новый проезд (3.27) (фиксация по правой стороне вдоль дома 8, корпуса 2 по улице Девятая Рота; дома 4А улице Девятая Рота; напротив дома 24, корпуса 5 по улице Преображенский Вал; напротив дома 24, корпуса 3 по улице Преображенский Вал);

## Строения и сооружения
Зданий по Новому проезду не числится: они есть, но приписаны или к улице 9-й Роты (дома: 4А, 6, 8к1, 8к2, 14), или же к улице Преображенский Вал (дома: вл.24, 24к3, 24к5).

К югу от Нового проезда разбит Северный Хапиловский сквер.

## Транспорт

### Наземный транспорт
Наземный общественный транспорт по этой улице не проходит; проезд доступен пешим порядком от остановки «Преображенский рынок» (от Преображенской площади) или «Преображенское кладбище» (от метро Семёновская), где останавливаются трамвайные маршруты 2, 11, 36, 46 и автобусный маршрут 311.

### Ближайшие станции метро
- Станция метро «Преображенская площадь» (в 530 метрах к северу);
- Станция метро «Семёновская» (в 740 метрах к юго-востоку).